# Lothar Rettelsky
Lothar Hermann Albert Rettelsky, ab 1941 mit dem Nachnamen Rethel, (* 3. März 1895 in Zugdam; † 1981 in Freudenstadt) war ein deutscher Landwirt, SS-Führer und Politiker (NSDAP).

## Leben
Rettelsky, von Beruf Landwirt, nahm als Soldat am Ersten Weltkrieg teil. Im November 1930 trat er der NSDAP bei und war in der Partei als Ortsgruppenleiter und Kreisfachberater tätig. Anfang Juli 1933 wurde er Landesbauernführer von Danzig und zudem ab Anfang November 1934 Gauamtsleiter im Gauamt für Agrarpolitik. In der Freien Stadt Danzig war Rettelsky von Ende November 1934 bis Anfang September 1939 nebenamtlicher Senator für Landwirtschaft, Forst und Veterinärwesen im Senat Greiser. 
Nach dem Überfall auf Polen vom September 1939 und der völkerrechtswidrigen Eingliederung von Danzig in das Deutsche Reich wurde Rettelsky zum Abteilungsleiter der Abteilung Landwirtschaft, Siedlung, Umlegung und Wasserwirtschaft beim Reichsstatthalter und Landesbauernführer im Reichsgau Danzig-Westpreußen ernannt. Ebenfalls 1939 wurde er Mitglied des Deutschen Reichsbauernrates. 
Rettelsky trat am 7. Juli 1940 als Abgeordneter in den nationalsozialistischen Reichstag ein, in dem er bis zum Ende der NS-Herrschaft im Frühjahr 1945 den Bezirk Danzig-Westpreußen vertrat.
In der SS erreichte Rettelsky den Rang eines SS-Oberführers.